# Zones de protection aux Pays-Bas
La directive Habitats des Pays-Bas en 1992 a défini des zones de protection dans ce pays.
Ce sont des zones naturelles ou semi-naturelles. Les annexes de cette directive ont défini 198 habitats pour protéger 500 espèces végétales et 200 espèces animales (autres que les oiseaux car ceux-ci sont légiférés par les zones de protection spéciale des oiseaux aux Pays-Bas). Ils sont désignés comme zones de protection spéciales.

## Liste des habitats
- Aamsveen

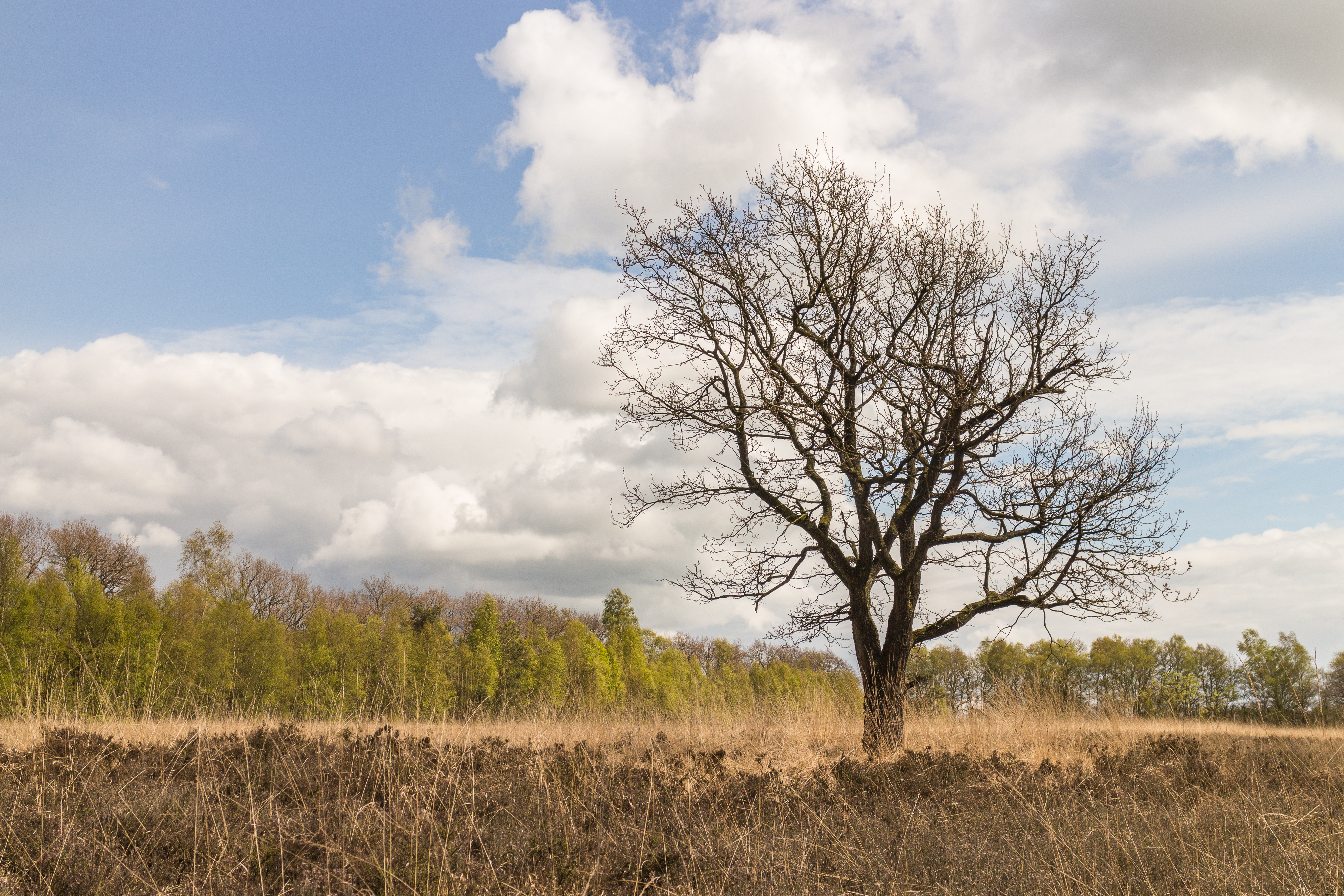
Paysage à Wijnjeterper Schar, Friesland.

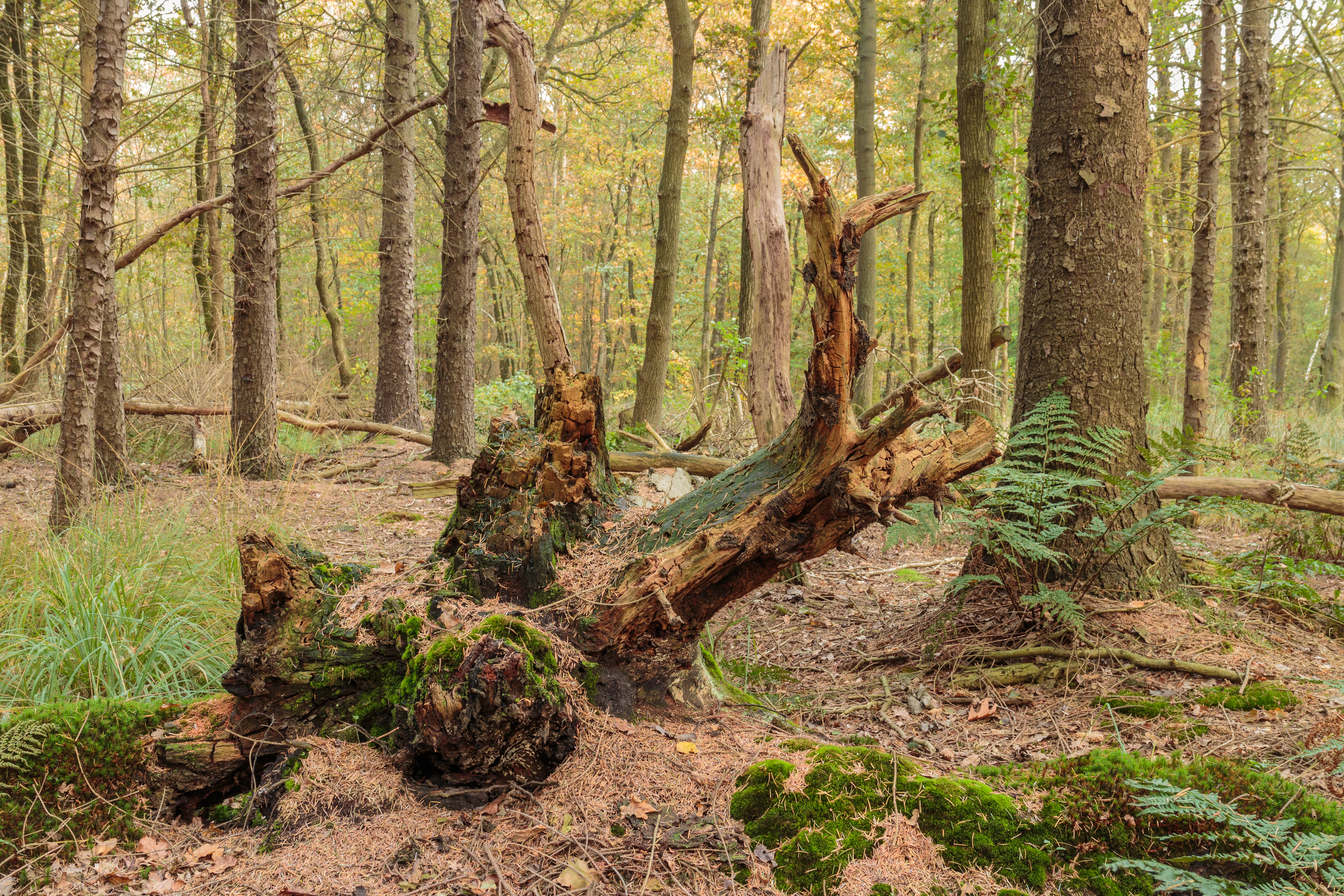
Sous-bois à Wijnjeterper Schar, Friesland. Octobre 2017.

- Abdij Lilbosch en Klooster Mariahoop
- Achter de Voort, Agelerbroek & Voltherbroek
- Alde Feanen

- Bakkeveense Duinen
- Bargerveen
- Bekendelle
- Bemelerberg en Schiepersberg
- Bergvennen en Brecklenkampse Veld
- Biesbosch
- Binnenveld
- Boddenbroek
- Boetelerveld
- Borkeld
- Boschhuizerbergen
- Botshol
- Brabantse Wal
- Broekvelden, Vettenbroek & Polder Stein
- Brunssummerheide
- Bruuk
- Bunderbos
- Buurserzand et Haaksbergerveen

- Canisvlietse Kreek
- Coepelduynen

- Deurnsche Peel & Mariapeel
- Dinkelland
- Drentsche Aa
- Drents-Friese Wold & Leggeldervel
- Drouwenerzand
- Dunes de Ameland
- Dunes de Den Helder - Callantsoog
- Dunes de Lage Land Texel et de Texel
- Dunes de Goeree & Kwade Hoek
- Dunes de Schiermonnikoog
- Dunes de Terschelling
- Dunes de Vlieland
- Dwingelderveld

- Eilandspolder
- Elperstroomgebied
- Engbertsdijksvenen

- Fochteloërveen

- Gelderse poort
- Geleenbeekdal
- Geuldal
- Grensmaas
- Grevelingenmeer
- Groot Zandbrink
- Groote Gat
- Groote Peel
- Groote Wielen

- Haringvliet
- Havelte-oost
- Hollands Diep

- IJsselmeer
- Ilperveld, Varkensland, Oostzanerveld & Twiske

- Kampina et Oisterwijkse Bossen en Vennen
- Kempenland-West
- Kennemerland-Zuid
- Kolland & Overlangbroek
- Kop van Schouwen
- Korenburgerveen
- Krammer-Volkerak
- Kunderberg

- Landgoederen Brummen
- Landgoederen Oldenzaal
- Langstraat
- Leenderbos, Groote Heide en De Plateaux
- Lemselermaten
- Leudal
- Lieftinghsbroek
- Lingegebied & Diefdijk-Zuid
- Loevestein, Pompveld & Kornsche Boezem
- Lonnekermeer
- Loonse et dunes de Drunense & Leemkuilen

- Maasduinen
- Manteling van Walcheren
- Mantingerbos
- Mantingerveld
- Markermeer & IJmeer
- Meijendel en Berkheide
- Parc national De Meinweg

- Naardermeer
- Nieuwkoopse Plassen en De Haeck
- Noorbeemden en Hoogbos
- Noordhollands Duinreservaat
- Noordzeekustzone
- Norgerholt

- Oeffeltermeent
- Olde Maten & Veerslootlanden
- Oostelijke Vechtplassen
- Oosterschelde (Escaut oriental)
- Oude Maas
- Oudegaasterbrekken, Fluessen en omgeving

- Polder Westzaan

- Regte Heide en Riels Laag
- Roerdal
- Rottige Meenthe & Brandemeer

- Sallandse Heuvelrug
- Sarsven en De Banen
- Savelsbos
- Schoorlse Duinen
- Sint-Jansberg
- (Sint-Pietersberg) Montagne Saint-Pierre
- Solleveld & Kapittelduinen
- Springendal & Dal van de Mosbeek
- Stelkampsveld
- Strabrechtse Heide et Beuven
- Swalmdal

- Teeselinkven

- Uiterwaarden IJssel
- Uiterwaarden Lek
- Uiterwaarden Neder-Rijn
- Uiterwaarden Waal
- Uiterwaarden Zwarte Water en Vecht
- Ulvenhoutse Bos

- Van Oordt's Mersken
- Vecht- en Beneden-Reggegebied
- Veluwe
- Veluwemeer et Wolderwijd
- Vlijmens Ven, Moerputten et Het Bossche Broek
- Vogelkreek
- Voordelta
- Voornes Duin

- Mer de Wadden
- Weerribben
- Weerter- en Budelerbergen en Ringselven Weerterbos
- Westduinpark & Wapendal
- Westerschelde & Saeftinghe
- De Wieden
- Wierdense Veld
- Wijnjeterpers Schar
- Willinks Weust
- Witte Veen
- Witterveld
- Wooldse Veen
- Wormer- en Jisperveld & Kalverpolder

- Yerseke en Kapelse Moer

- Zeldersche Driessen
- Zouweboezem
- Zwanenwater & Pettemerduinen
- Zwarte Meer
- Réserve naturelle du Zwin